# Dysidea gracilis
Dysidea gracilis är en svampdjursart som först beskrevs av Lendenfeld 1889.  Dysidea gracilis ingår i släktet Dysidea och familjen Dysideidae. Inga underarter finns listade i Catalogue of Life.